# Mayonnaisekvarteret
Mayonnaise-kvarteret var en populær betegnelse for den del af København som ligger mellem Nikolaj Plads og Holmens Kanal.
Fra gammel tid havde flere af kvarterets gader navn efter havdyr, fordi søfolkene havde boet der. Her lå Ulkegade, Laksegade og Hummergade, og det var forfatteren Gustav Esmann som gav stedet dets gastronomiske navn med associationer til det store kolde bord med rigelig tilbehør. Her trivedes prostitution, sortbørshandel, hæleri og det som var værre.
Udtrykket da Fanden var løs i Laksegade går tilbage til 1826, da man i nr. 15 oplevede mærkelige ting. Folk hørte skældsord, hyl og knurren fra rovdyr, husholdningsartikler og kartofler fløj omkring, mens vinduerne sprang i stykker. Politiet kunne ikke løse gåden, som gav næring til både fantasi og overtro hos københavnerne.
Senere skiftede området navn til Minefeltet, det farligste sted at færdes i hele København.